# Fucus serratus
Fucus serratus es una de las algas marinas del norte del Océano Atlántico conocida como alga dentada o aserrada. Es de color marrón-oliva y similar a F. vesiculosus y F. spiralis. Crece de un pie discoide y las frondes son planas, de unos 2 cm de ancha, bifurcadas y de hasta un 1 m de largo incluyendo un corto  estipe. Se ramifica dicotómicamente de forma irregular. La fronde tiene un nervio central y es fácilmente distinguible de otras especies relacionadas por su borde aserrado.  No tiene vesículas llenas de gas, como las encontradas en F. vesiculosus, y tampoco se retuerce en espiral como F. spiralis.
Los cuerpos reproductivos se forman en conceptáculos situados en el interior de receptáculos cerca de las puntas de las ramas. En estos conceptáculos se producen oogonios y anteridios, que después de la meiosis son liberados. Se produce la fertilización y se desarrolla un zigoto que crece directamente en una planta que constituye el esporófito diploide.

## Distribución y ecología
Fucus serratus se encuentra a lo largo de la costa Atlántica de Europa desde Spitsbergen hasta Portugal, en las Islas Canarias y en las costas del Noreste de América.  Fue introducida por el hombre en Islandia y en las Islas Feroe hace aproximadamente 1000 años, donde fueron detectadas por primera vez en un estudio de 1900. Crece muy bien en los depósitos de lento drenaje de las orillas en los que puede ocupar hasta un tercio de la  superficie total. A menudo domina la parte rocosa inferior, excepto sobre las rocas más expuestas.

## Usos
F. serratus se usa en Irlanda y Francia para la producción de cosméticos y para talasoterapia.